# Scopula caerulata
Scopula caerulata är en fjärilsart som beskrevs av Achille Guenée 1790. Scopula caerulata ingår i släktet Scopula och familjen mätare. Inga underarter finns listade.